# انتقال بروتون
انتقال بروتون في الكيمياء هو تفاعل كيميائي ينتقل خلاله بروتون (أيون الهيدروجين(H+)) بين جزيئين داخلين في التفاعل . وتحدث تلك الظاهرة في تفاعل حمض-قلوي الذي بحث فيه العالم السويدي برونستد .
وطبقا لنظرية برونستد ينقل حمض أيون الهيدروجين (H+) إلى المادة التي يتفاعل معها. ويعمل الحمض في هذا التفاعل ك عاطي بروتون، وأما القاعدة التي ينتقل إليها البروتون فتسمى آخذ بروتون . وسريعا يحدث توازن كيميائي بين المادتين المتفاعلتين، أي يحدث توازن للأخذ والعطاء.

## تفاعلات ينتقل فيها البروتون
عندما نذيب غاز كلوريد الهيدروجين (HCl) في الماء يتكون بانتقال البروتون حمض هيدروكلوريك. كما يحدث توازن كيميائي. ويكون في هذا التوازن الكيميائي جزيئ (HCl) وأيونات H3O+
عاطية بروتون، وطبقا لنظرية برونستد يكونان أحماضا. وأما جزيئات الماء H2O وأيونات الكلور Cl− فكل منهما آخذ بروتون، وطبقا لنظرية برونستد فهما قاعدتان:
{\displaystyle \mathrm {H_{2}O\ +\ HCl\ \rightleftharpoons \ H_{3}O^{+}\ +\ Cl^{-}} }.

## تفكك حمض الخليك
وسنأخذ الآن مثال حمض الخليك : فعندما نضيف حمض الخليك إلى الماء تتكون أيونات أسيتات (H3C–COOH) وأيونات الهيدروجين H3O+ (H3C–COO−)
.( يسمى أيون الهيدروجين على هذه الصورة أيون أوكسونيوم وله شحنة موجبة).
تكون CH3COOH و H3O+ في هذا التفاعل عاطية بروتون، بينما تكون H3C–COO− و H2O آخذة بروتون .
{\displaystyle \mathrm {H_{3}C{-}COOH\ +\ H_{2}O\ \rightleftharpoons \ H_{3}C{-}COO^{-}\ +\ H_{3}O^{+}} }

## تفكك حمض الكبريتيك
يحتوي جزيئ حمض الكبريتيك على ذرتين من الهيدروجين، وعندما يتفكك الحمض في الماء يمكن لذرتي الهيدروجين الانتقال إلى جزيئين ماء ويتكون 2 أيون أوكسنويوم موجبي الشحنة، ويبقي شارد الكبريتات وله شحنتين سالبتين .
{\displaystyle \mathrm {H_{2}SO_{4}\ +\ 2\ H_{2}O\ \rightleftharpoons \ H_{3}O^{+}\ +\ H_{2}O\ +\ HSO_{4}^{-}\rightleftharpoons \ 2\ H_{3}O^{+}\ +\ SO_{4}^{2-}} }
يكون في هذا التفاعل جزيئ H2SO4 وأيون H3O+ عاطي بروتون، 
ويعتبر طبقا لنظرية برونستد حمضا . أما الشاردان H2O و SO42− فهما طبقا لبرونستد قواعد. ويلعب الشارد 
HSO4− دورا هاما في التفاعل بحسب اتجاه سير التفاعل، فهو يكون آخذ بروتون في أحد الاتجاهين وعاطي بروتون في الاتجاه المعاكس . وتسمى المواد التي لها تلك الصفتين «أمفولايت» Ampholyte.

## تفكك الأمونيا في الماء
عندما يذوب غاز الأمونيا NH3 في 
الماء تتكون أيونات الأمونيا الموجبة الشحنة (NH4+) وجزيئات الهيدروكسيد (OH−). ويكون كلا من NH4+ وH2O عاطي بروتون ، بينما OH− و NH3آخذي بروتون .
{\displaystyle \mathrm {NH_{3}\ +\ H_{2}O\;\rightleftharpoons \ NH_{4}^{+}\ +\ OH^{-}} }

## اقرأ أيضا
- تفاعل حمض-قاعدة
- آخذ بروتون
- عاطي بروتون
- حمض الكبريتيك
- حمض الكربونيك
- أيون أوكسونيوم
- بيكربونات
- ثابت تفكك الحمض